# Farní sbor Českobratrské církve evangelické v Praze 3 – Jarov
Farní sbor Českobratrské církve evangelické v Praze 3 – Jarov je sborem Českobratrské církve evangelické v Praze. Sbor spadá pod Pražský seniorát.
Sbor byl ustaven jako samostatný roku 1946.
Duchovním sboru je farářka Lenka Ridzoňová, kurátorem sboru Jan Fencl.

## Faráři sboru
- František Jarovský (diakon 1931–1945)
- Miloslav Klapuš (vikář pro Žižkov a Jarov 1939–1946, farář Žižkov a Jarov 1946–1948)
- Vilém Foltin (farář 1948–1967)
- Jan Lukáš (farář 1968–1988)
- Věra Lukášová (diakonka/jáhenka 1989–1995)
- Michal Plzák (farář 1997–2003; od 1. 5. 1997 také redaktor nakladatelství Kalich na částečný úvazek)
- Elen Plzáková (farářka 2003–2019)
- Lenka Ridzoňová (farářka 2020–dosud)